# Merton (Londyn)
Merton – miasto w Londynie, leżąca w gminie London Borough of Merton. Merton jest wspomniana w Domesday Book (1086) jako Meretone.